# Стадион Кафтанзоглио
Стадион Кафтанзоглио (грч. Καυτανζόγλειο Εθνικό Στάδιο) је вишенаменски стадион у Солуну, Грчка. Тренутно има 27.770 седишта, захваљујући конверзији тераса у седишта 2000. године и свеобухватном реновирању пре поновног отварања за домаћине фудбалских утакмица за Летње олимпијске игре 2004, чије је средиште било у Атини. Био је то домаћи стадион Ираклиса из Солуна. од 1960. године.

## Историја
Стадион је подигнут средствима која је донирала Фондација Кафтанзоглоу у част Лисандроса Кафтанзоглуа, што је и разлог његовог имена. На дан отварања, 27. октобра 1960. године, стадион је био међу најсавременијима на Балкану. До 1982. године, то је био највећи стадион у Грчкој, пре него што га је по капацитету превазишао Олимпијски стадион у Атини.
Рекорд посећености постављен је 15. октобра 1969. са 47.458 гледалаца на квалификационој утакмици за Светско првенство у фудбалу, када је Грчка победила Швајцарску са 4-1. Године 1973, стадион је био домаћин финала Купа победника купова, где је Милан победио Лидс јунајтед са 1-0.
После реновирања између 2002. и 2004. године, комплекс је почео да пропада и због неуспешних безбедносних провера, стадион је привремено затворен, заједно са Олимпијским спортским комплексом у Атини, у којем се налази и Олимпијски стадион. Ираклис је своје фудбалске активности привремено преселио на стадион Чаластра до завршетка сезоне 2023–24.

## Атлетски догађаји
На стадиону се редовно одржавају атлетска такмичења. Стадион је био домаћин грчког државног првенства 2009. године и коришћен је и за атлетику на Медитеранским играма и за Европски куп у атлетици. Био је то стадион домаћин Светског атлетског финала ИААФ 2009.